# یواس‌اس اگریا (ای‌آرال-۸)
یواس‌اس اگریا (ای‌آرال-۸) (به انگلیسی: USS Egeria (ARL-8)) یک کشتی بود که طول آن ۳۲۸ فوت (۱۰۰ متر) بود. این کشتی در سال ۱۹۴۳ ساخته شد.